# Lara Schenk
Lara Schenk (* 20. Januar 2000 in Seelze) ist eine deutsche Fußballspielerin. Sie ist gegenwärtig (August 2025) die einzige deutsche Spielerin in der neu gegründeten kanadischen Frauenfußball- und Profiliga Northern Super League.

## Karriere

### Vereine
Schenk begann im Alter von 14 Jahren in der Jugendabteilung des VfL Wolfsburg mit dem Fußballspielen. Für die Mannschaft bestritt sie von 2014 bis 2016 29 Punktspiele in der B-Juniorinnen-Bundesliga, in denen ihr ihre einzigen drei Tore in der ersten Saison gelangen. Nach zwei Jahren gehörte sie dem Jugendförderverein Calenberger Land in Barsinghausen von 2016 bis 2018 an und war parallel von 2017 bis 2018 für Jugendmannschaft des Mehrspartensportvereins TSV Pattensen aktiv – gemeinsam mit Jungen.
Mit ihrem Abschluss an der International School Hannover Region begab sie sich 2018 in die Vereinigten Staaten an die  Harvard University in Cambridge im Bundesstaat Massachusetts um ein Studium in Psychologie zu beginnen. Für das Sport-Team der Bildungseinrichtung, die Harvard Crimson, kam sie im Zeitraum 29. September 2018 – 9. November 2019 in 23 Spielen der Ivy League innerhalb der NCAA Division I zum Einsatz, in denen ihr ein Tor gelang.
Die College-Spielzeit 2020 wurde aufgrund von COVID-19 abgesagt. Daraufhin kehrte sie nach Deutschland zurück und kam am 4. und 18. Oktober 2020 in zwei Spielen der Zweitvertretung des VfL Wolfsburg in der Staffel Nord der 2. Bundesliga (2:3 vs. RB Leipzig, 1:3 vs. Borussia Bocholt) zum Einsatz. Kurzfristig kam sie in zwei Punktspielen für den in New York City ansässigen Manhattan SC in der Eastern Conference der USL W League zum Einsatz.
An die Harvard University zurückgekehrt, setzte sie ihr Studium fort und bestritt für das Sport-Team im Zeitraum 27. August 2021 – 18. November 2022 jeweils alle 16 Spiele der Spielzeiten 2021 und 2022.
Mit Studienabschluss zurück in Europa, fand sie in Belgien mit dem in Brügge ansässigen Club YLA, so der Name der Frauenfußballabteilung des FC Brügge, ihren neuen Verein. Für diesen wurde sie in sechs Punktspielen der Rückrunde in der Super League und in zehn Spielen der Meisterrunde eingesetzt, sowie im Halbfinale des nationalen Pokalwettbewerbs bei der 1:2-Niederlage gegen die Frauenfußballmannschaft des KRC Genk.
In der Saison 2023/24 spielte sie für den Ligakonkurrenten, der Frauenfußballmannschaft des RSC Anderlecht, der sie am 15. Juni 2023 für zwei Jahre unter Vertrag genommen hatte. Mit 17 Pflichtspielen war sie in der Meisterschaft, der Finalrunde, dem nationalen und internationalen Pokalwettbewerb mit eingebunden. Am Saisonende gewann sie mit Meisterschaft ihrer Mannschaft ihren ersten Titel auf Vereinsebene.
Nach Spanien gelangt, spielte sie für Sporting Huelva. In der Saison 2024/25 kam sie für den in der Vorsaison in die Primera Federación abgestiegenen Verein in 17 von 30 Punktspielen in der zweithöchsten Spielklasse zum Zuge, sowie im Achtelfinale des Pokalwettbewerbs.
Am 16. April 2025 wurde sie vom kanadischen Verein Montréal Roses FC für zunächst eine Saison, der Premierensaison in der vor kurzem gegründeten und höchsten Spielklasse für Frauenfußballmannschaften, der Northern Super League, unter Vertrag genommen. Im zweiten Spiel der Premieren-Saison wurde sie am 27. April 2025 beim 3:1-Sieg im Auswärtsspiel gegen den Vancouver Rise FC im Swangard Stadium in Burnaby in der 85. Minute für Hailey Whitaker eingewechselt.

### Auswahl- / Nationalmannschaft
Schenk kam als Spielerin der Auswahlmannschaft des Niedersächsischen Fußballverbandes in drei Sichtungsturnieren um den DFB-Länderpokal an der Sportschule Wedau in Duisburg zum Einsatz. Vom 17. bis 20. März 2016 bestritt sie für die Altersklasse U16 vier Spiele (2 S, 2 U) und vom 1. bis zum 4. Oktober 2015 sowie vom 30. September bis zum 3. Oktober 2017 jeweils vier Spiele (2 S, 2 U und 2 S, 2 N) für die Altersklasse U18.
Ihr ersten Länderspiele für den DFB hatte sie in der U15-Nationalmannschaft. Sie debütierte am 23. April 2015 in Emsbüren beim 2:0-Sieg im Freundschaftsspiel gegen die U15-Nationalmannschaft der Niederlande mit Einwechslung für Lena Lattwein in der 70. Minute. Im zweimaligen Kräftemessen mit der U15-Nationalmannschaft Tschechiens am 2. und 4. Juni 2015 in Domažlice erlebte sie mit dem 3:0 und 7:0 zwei Siege spielerisch mit; als Einwechselspielerin für Klara Bühl in der 48. und als Auswechselspielerin für Sydney Lohmann in der 36. Minute.
Für die U16-Nationalmannschaft bestritt sie drei in Freundschaft ausgetragene Länderspiele. Ihr erstes am 2. September 2015 in Løgumkloster beim 3:1-Sieg im Freundschaftsspiel gegen die U16-Nationalmannschaft Dänemarks. Am 18. November 2015 und am 12. Mai 2016 wurde sie erneut berücksichtigt (7:0 vs. England, 3:1 vs. Österreich in Traunstein).
Mit ihr nahm sie ferner auch am „UEFA Development Tournament“ teil und wurde am 11. und 13. Februar 2016 in den Begegnungen mit der U16-Nationalmannschaft der Niederlande (4:2 i. E.) und der U16-Nationalmannschaft Schottlands (5:0) jeweils in Vila Real de Santo António berücksichtigt.
Mit ihr nahm sie abschließend am altersbezogenen Turnier um den Nordic-Cup teil und kam in allen vier möglichen Spielen zum Einsatz. Nach drei Siegen in der Gruppe B über die Auswahlen Schwedens, der Niederlande und Finnlands (4:1, 3:2, 9:0; Torschützin zum 6:0 in der 65. Minute) folgte die 1:3-Finalniederlage gegen die Auswahl Norwegens am 7. Juli 2016.
In der U17-Nationalmannschaft weist sie mit 13 Länderspielen im Zeitraum 28. August 2016 – 24. Februar 2017 die meisten auf. Darunter jeweils drei Siege in drei Spielen in dem altersbezogenen „Vier-Nationen-Turnier“ an der Sportschule Lindabrunn, und in den drei Spielen der EM-Qualifiktionsgruppe 7 der ersten Qualifikationsrunde (jeweils 6:0 vs. Lettland und Wales, 4:0 vs. Türkei). Sechs Siege folgten in sechs Freundschaftsspielen (27:9 Tore), bevor sie mit dem letzten Spiel der Gruppe A (5:1 vs. Tschechien am 8. Mai 2017 in Příbram) im Turnier um die Europameisterschaft in Tschechien ihr letztes in dieser Altersklasse bestritt und zum späteren Titelgewinn ihrer Mannschaft beitragen konnte.

## Erfolge
Nationalmannschaft
- U17-Europameister 2017
- U16-Nordic-Cup-Finalist 2016

RSC Anderlecht
- Belgischer Meister 2024

## Sonstiges
Schenk arbeitete nebenher als Bildungs- und Sportberaterin bei einer Agentur, die Sportstudenten dabei hilft, mit einem Sportstipendium ein College in den USA zu besuchen. "Es liegt mir sehr am Herzen, weiblichen Spielern die gleichen Möglichkeiten zu bieten, wie ich sie hatte, um durch die einzigartigen kulturellen, akademischen und sportlichen Erfahrungen, die der US-Collegesport bieten kann, zu dem Spieler und Menschen zu werden, der ich heute bin", erklärte Schenk in einem Interview mit der "International School Hannover", die sie 13 Jahre lang besucht hatte.